# الاتحاد القومي للأسلحة
الاتحاد القومي الأمريكي للأسلحة (بالإنجليزية: National Rifle Association of America)‏ هي منظمة غير ربحية أمريكية تدافع عن حقوق حمل السلاح في الولايات المتحدة. تأسست في سنة 1871 ويقع مقر الاتحاد في مدينة واشنطن.